# 哈特西姆拉
哈特西姆拉（Hatsimla），是印度西孟加拉邦Barddhaman县的一个城镇。总人口6175（2001年）。

## 人口
该地2001年总人口6175人，其中男性3352人，女性2823人；0—6岁人口729人，其中男355人，女374人；识字率68.58%，其中男性为75.39%，女性为60.50%。